# جان فرانسوا جيمس
جان فرانسوا جيمس (بالفرنسية: Jean-Francois James)‏ (15 أغسطس 1993 ببيتيت غواف في هايتي - ) هو لاعب كرة قدم هايتي في مركز الهجوم. شارك مع منتخب هايتي لكرة القدم. أما مع النوادي، فقد لعب مع نادي لومان.

## وصلات خارجية
- جان فرانسوا جيمس على موقع قاعدة بيانات كرة القدم.إي يو (الإنجليزية)
- جان فرانسوا جيمس على موقع ناشيونال فوتبول تيمز (الإنجليزية)